# František Patlejch
František Patlejch (* 6. května 1951) je bývalý český fotbalista, obránce.

## Fotbalová kariéra
Odchovanec SK Roudnice nad Labem. V československé lize hrál za LIAZ Jablonec a Slavii Praha. Nastoupil v 92 ligových utkáních a dal 4 góly. Za Slavii odehrál celkem 132 utkání, z toho 52 ligových. Ze Slavie odešel před jarní částí sezóny 1979/80 do VP Frýdek-Místek. V Poháru UEFA nastoupil ve 2 utkáních.

## Ligová bilance
| Ročník                                   | Zápasy | Góly | Klub           |
| ---------------------------------------- | ------ | ---- | -------------- |
| 1. československá fotbalová liga 1974/75 | 18     | 0    | LIAZ Jablonec  |
| 1. československá fotbalová liga 1975/76 | 22     | 1    | LIAZ Jablonec  |
| 1. československá fotbalová liga 1977/78 | 27     | 0    | Slavia Praha   |
| 1. československá fotbalová liga 1978/79 | 22     | 3    | Slavia Praha   |
| 1. československá fotbalová liga 1979/80 | 3      | 0    | Slavia Praha   |
| Česká národní fotbalová liga 1983/84     | 26     | 2    | Motorlet Praha |
| CELKEM 1. liga                           | 92     | 4    |                |